# Straßenbahn Braunschweig
Die Straßenbahn Braunschweig bildet seit dem Jahr 1879 das Rückgrat des Öffentlichen Nahverkehrs in Braunschweig. Nachdem es in den 1960er Jahren Bestrebungen zur Einstellung des Straßenbahnnetzes gegeben hatte, in deren Folge viele Streckenabschnitte stillgelegt wurden, sind ab 1970 wieder Neubauabschnitte eröffnet worden. Seit 1995 wurden Niederflurwagen von Adtranz und später von Alstom / Bombardier sowie mit der Tramino Braunschweig I und II von Solaris und später Stadler beschafft.
Heute besteht das Netz mit der inzwischen in Deutschland einmaligen Spurweite von 1100 Millimetern aus sechs Linien und umfasst rund 68 Kilometer Linien- und 42,3 Kilometer Streckenlänge. Von diesen verlaufen 81 Prozent auf einem eigenen Gleiskörper.
Betrieben wird die Straßenbahn von der Braunschweiger Verkehrs-GmbH. In den 1990er Jahren begannen unter der Bezeichnung RegioStadtBahn Planungen, Eisenbahnstrecken aus der Region über das Straßenbahnnetz nach dem Tram-Train-Prinzip mit der Innenstadt zu verbinden. Dazu wurden einige Streckenabschnitte mit Dreischienengleis ausgerüstet. 2010 fällte der Regionalverband Großraum Braunschweig jedoch die politische Entscheidung, das Projekt nicht umzusetzen. Stattdessen werden nun unter dem Namen Stadt.Bahn.Plus. verschiedene Erweiterungen des Netzes geplant.

## Geschichte

### Anfänge

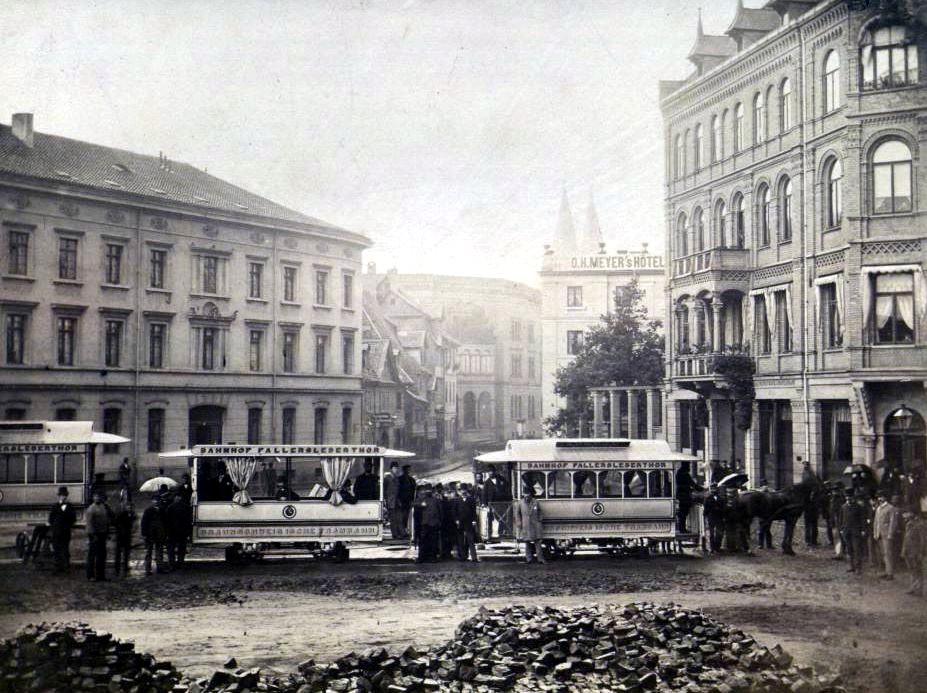
Eingang der Friedrich. Wilhelmstraße zu Braunschweig am Tage der Eröffnung der Pferdeeisenbahn, den 11. October 1879

Die Geschichte des Personennahverkehrs in Braunschweig begann 1873, als der erste Pferdeomnibus-Verkehr eingerichtet wurde. Erste Verhandlungen zum Bau einer regulären Straßenbahnstrecke reichen bis in das Jahr 1875 zurück, als belgische und britische Unternehmen entsprechende Konzessionen beantragten. Jedoch scheiterten die Gespräche zunächst. Erst 1878 bot James Lesly Waker (sic!) an, die ersten Linien vom damaligen Braunschweiger Bahnhof zur Infanteriekaserne, vom Bahnhof zum Kreuzkloster und vom Bahnhof nach Schloss Richmond zu bauen.
Die Braunschweigische Creditanstalt legte für die zu gründende Gesellschaft „City of Brunswik Tramway Comp.“ (sic!) Aktien auf, die jedoch nur in geringem Umfang gezeichnet wurden. Am 11. Oktober 1879 eröffnete die City of Brunswik Tramway Comp. die erste Pferdebahnstrecke auf Lochschienen. Dabei handelte es sich um Hohlschienen, die in der Lauffläche Löcher mit einem Durchmesser von vier Zentimeter in einem Abstand von fünf Zentimetern besaßen. In diese Löcher griffen ein Zoll hohe Zapfen, die auf den Radkränzen angebracht waren. Dieses System sollte in Braunschweig für den Einsatz bei der Londoner Straßenbahn getestet werden. Der Brite James Lesly Waker wählte neben diesem einmaligen System auch die Spurweite von 1100 Millimetern. Diese Spurweite wurde in Deutschland zwei Jahre später nur noch bei der Straßenbahn Lübeck und in Kiel gewählt.
Das Lochschienensystem bewährte sich jedoch nicht, da es sehr störanfällig war und die Wagen, vor allem in Kurven, häufig entgleisten. Der Verkehr wurde Anfang 1881 eingestellt und die Strecke auf Rillenschienen umgerüstet. Die Straßen-Eisenbahn-Gesellschaft Braunschweig nahm den Verkehr nach Umrüstung der Pferdebahnwagen am 1. Juli 1881 wieder auf. Am 17. Juli wurden 5000 Personen von der Bahnhofstraße zur Gewerbeausstellung transportiert. Das Streckennetz wurde sukzessive ausgebaut, so dass 1896 vier Strecken mit einer Gesamtlänge von 13 Kilometern und mit 110 Pferden betrieben wurden. Im November desselben Jahres erhielt die Gesellschaft die Genehmigung zur Einführung des elektrischen Betriebs für die innerstädtischen Linien, aber auch für die Verbindung in das nahe gelegene Wolfenbüttel. Das Streckennetz wuchs damit auf eine Länge von 32 km an. Die Zentrale befand sich unweit von Richmond. 1897 umfasste der Fuhrpark 55 Triebwagen und 44 Anhänger.
| Verlauf                                                                             | Verlauf                             |
| ----------------------------------------------------------------------------------- | ----------------------------------- |
| Nordbahnhof – Bohlweg – Kohlmarkt – Friedrich-Wilhelm-Platz – Westbahnhof           | Der Netzplan der Pferdebahn um 1893 |
| Fallersleber Tor – Casparistraße – Münzstraße – Bruchtorwall – Augusttor – Richmond | Der Netzplan der Pferdebahn um 1893 |
| Hauptfriedhof – Marienstift – Adolfstraße – Steinweg – Altstadtmarkt – Hohetor      | Der Netzplan der Pferdebahn um 1893 |
| Kohlmarkt – Altstadtmarkt – Petritor – Weißes Roß                                   | Der Netzplan der Pferdebahn um 1893 |

### Bis zum Zweiten Weltkrieg
Am 28. Oktober 1897 fuhr die erste elektrisch betriebene Straßenbahn in Braunschweig. Sie verkehrte auf der 11,6 Kilometer langen Strecke vom Augustplatz über Melverode und Klein Stöckheim bis in die Nachbarstadt Wolfenbüttel. Zusätzlich zum Personenverkehr wurde die Tram zwischen Braunschweig und Wolfenbüttel von 1899 bis 1921 für den Güterverkehr genutzt. Ab 1902 sollten Vierachser aus den Vereinigten Staaten auf dieser Strecke fahren, welche jedoch zu breit waren. Ersatzweise wurden ab 1915 Maximumtriebwagen von Herbrand eingesetzt. Bis 1909 wurden zusätzlich weitere Strecken in Betrieb genommen und Liniennummern eingeführt. Damit besaß Braunschweig bereits ein Straßenbahnnetz mit einer Gesamtlänge von 30,6 Kilometern:
| 0 Der Netzplan im Jahr 19090Der Netzplan im Jahr 1936 | |                   |
| Linie                                                 | Verlauf | Eröffnung         |
| 1                                                     | Richmond – Auguststraße – Stobenstraße – Bohlweg (Rathaus) – Hagenmarkt – Wendenstraße – Hamburger Straße (Schützenhaus) | 19. November 1897 |
| 2                                                     | Richmond – Auguststraße – Stobenstraße – Bohlweg – Hagenmarkt – Wendenstraße – Schleinitzstraße – Kleiner Exerzierplatz (heute Haus der Wissenschaft) – Nordbahnhof                                                          | 19. November 1897 |
| 3                                                     | Frankfurter Straße – Friedrich-Wilhelm-Platz (Bahnhof) – Friedrich-Wilhelm-Straße (Hauptpost) – Münzstraße – Ruhfäutchenplatz – Casparistraße – Hagenmarkt – Fallersleber Straße – Gliesmaroder Straße – Bahnhof Gliesmarode | 11. Dezember 1897 |
| 4                                                     | Madamenweg – Sonnenstraße – Altstadtmarkt – Neue Straße – Sack – Marstall – Rathaus – Steinweg – Hoftheater – Herzogliches Museum – Adolfstraße – Leonhardstraße – Marienstift – Hauptfriedhof (ab 25. September 1904)       | 17. Februar 1898  |
| 5                                                     | Ölper – Herzogliches Krankenhaus – Celler Straße – Petritor – Breite Straße – Altstadtmarkt – Brabandtstraße – Friedrich-Wilhelm-Platz (Bahnhof) – Bruchtorwall – Augusttor                                                  | 8. April 1899     |
| 6                                                     | Stadtpark – Husarenstraße – Altewiekring – Kaiser-Wilhelm-Straße – Hoftheater – Steinweg – Bohlweg – Rathaus | 1. März 1898      |
| 7                                                     | Kastanienallee – Helmstedter Straße – Städtisches Museum – Langedammstraße – Damm – Kohlmarkt – Friedrich-Wilhelm-Straße (Hauptpost) – Friedrich-Wilhelm-Platz (Bahnhof) – Westbahnhof (ab 1911)                             | 1. März 1898      |
| A                                                     | Augusttor – Wolfenbüttel (Bahnhof) | 28. Oktober 1897  |

Ab 1928 wurden Omnibuslinien zur Ergänzung des Straßenbahnnetzes eingeführt. 1937 erreichte das Straßenbahnnetz mit 36,2 Kilometern seine bislang größte Ausdehnung. Es wurden 18 Millionen Fahrgäste im Jahr mit 95 Triebwagen und 78 Beiwagen befördert. Am 14. Oktober 1941 wurde der neue Betriebshof in der Georg-Westermann-Allee eingeweiht.

### Nachkriegszeit
Obwohl während des Zweiten Weltkrieges zahlreiche Busse und Straßenbahnen, aber auch die Infrastruktur zum Teil schwer beschädigt oder zerstört worden waren, gelang es bereits im Mai 1945, nur wenige Wochen nach der Besetzung der Stadt durch US-amerikanische Truppen (12. April 1945), wieder eine erste Straßenbahnlinie im Stadtgebiet zu betreiben. Bereits 1946 war das Netz weitgehend wiederhergestellt und die Straßenbahn beförderte 58,8 Millionen Fahrgäste. 1948 wurde die Stromzuführung von Rollenstromabnehmern auf Bügelstromabnehmer umgestellt.

### Schrumpfung des Straßenbahnnetzes in den 1950er und 1960er Jahren

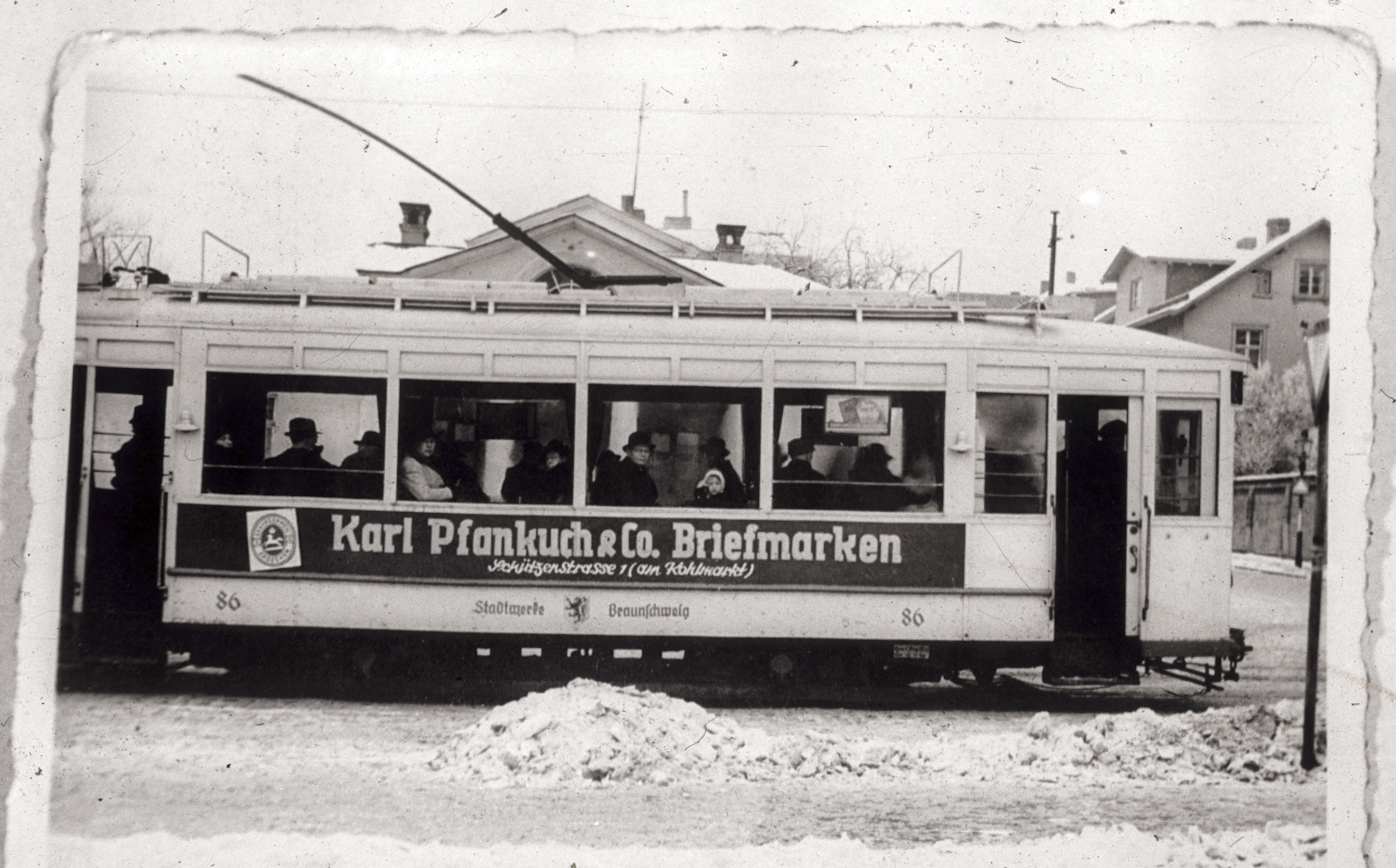
Wagen Nummer 86 in den 1950er Jahren

Die beginnende Vorherrschaft des Autoverkehrs in der Verkehrspolitik führte auch in Braunschweig zum Bedeutungsverlust der Straßenbahn. Am 1. Juli 1954 wurde die Strecke nach Wolfenbüttel eingestellt. Am 6. Dezember 1959 folgte die Stilllegung der Strecke nach Ölper und 1963 endete der Straßenbahnverkehr nach Riddagshausen, obwohl die Strecke auf einem eigenen Gleiskörper verlief. Seitdem verkehren keine Straßenbahnen mehr über die Stadtgrenze Braunschweigs. Damit war das Streckennetz bis zum Jahr 1969 auf 12 Kilometer geschrumpft. Der Bau des neuen Hauptbahnhofs ab 1957 verhinderte jedoch die vollständige Stilllegung der Braunschweiger Straßenbahn. Ein Vertrag zwischen der Stadt Braunschweig und der Deutschen Reichsbahn aus dem Jahr 1938 zwang die Stadt nämlich zum Bau einer Straßenbahnanbindung des neuen Hauptbahnhofs.
| Linie | Verlauf                                                                          | Verlauf                   |
| ----- | -------------------------------------------------------------------------------- | ------------------------- |
| 1     | Hauptbahnhof – Augusttor – Rathaus – Hamburger Straße – Siegfriedviertel         | Der Netzplan im Jahr 1963 |
| 2     | Richmond – Augusttor – Rathaus – Stadion                                         | Der Netzplan im Jahr 1963 |
| 3     | Hauptbahnhof – Augusttor – Rathaus – Gliesmarode                                 | Der Netzplan im Jahr 1963 |
| 4     | Frankfurter Straße – Friedrich-Wilhelm-Platz – Augusttor – Rathaus – Krematorium | Der Netzplan im Jahr 1963 |

### Neue Strecken in die Trabantenstädte und Erweiterungen ab 1970

Der Netzplan im Jahr 1989

Wegen der wachsenden Probleme mit dem Individualverkehr entschied sich der Rat der Stadt Braunschweig, neue Stadtteile mit Straßenbahnstrecken auf eigenem Gleiskörper (Stadtbahn genannt) anzuschließen. Die ab 1959 gebaute Siedlung Heidberg/Melverode mit 12.000 Einwohnern und Schulzentrum wurde am 24. August 1970 mit einer Neubaustrecke (Linie 2) angeschlossen. Diese verläuft ab dem Heinrich-Büssing-Ring bis zum Sachsendamm kreuzungsfrei und ist für eine Geschwindigkeit von 60 km/h ausgelegt. Eine Besonderheit dieser Strecke ist, dass sie zwischen dem Autobahnkreuz Braunschweig-Süd und der Ausfädelung am Sachsendamm im Mittelstreifen der A 36 verläuft.
Zusätzlich wurde der Streckenast zum Stadion am 19. November 1973 bis nach Rühme, Endpunkt „Lincolnsiedlung“, (Linie 2) und der Streckenast nach Gliesmarode am 22. Februar 1974 bis zum Endpunkt „Volkmarode Grenzweg“ (Linie 3) verlängert.
Die ab 1960 gebaute Weststadt mit 23.000 Einwohnern wurde am 28. Mai 1978 mit einer 9,2 Kilometer langen Neubaustrecke – komplett auf besonderem Bahnkörper – mit den zwei Endpunkten „Weserstraße“ (Linie 3) und „Am Lehmanger“ (Linie 5) an das Straßenbahnnetz angeschlossen. Mit einer späteren Erweiterung des östlichen Streckenastes wurde am 23. September 1989 auch der Stadtteil Broitzem erschlossen. Die Wendeschleife „Am Lehmanger“ wurde seit dem nicht mehr im Linienbetrieb verwendet und im Jahr 2017 zurückgebaut.
Der Abschnitt zwischen Hagenmarkt und Radeklint ging am 14. November 1987 (Linie 4) in Betrieb.

### Neues Stadtbahnkonzept 1992
1992 wurde ein neues Stadtbahnkonzept für die Weiterentwicklung des Netzes entworfen. Unter anderem enthielt das Konzept folgende Ziele:
- Auf Veranlassung des Landkreises Gifhorn sollte eine Streckenverlängerung der bestehenden Stadtbahn von Wenden nach Gifhorn untersucht werden.
- Außerdem sollte von der Strecke nach Wenden in Höhe Schwarzer Berg eine Abzweigung nach Watenbüttel und Völkenrode untersucht werden.
- Alternativ dazu sollte eine Strecke über Lehndorf, Kanzlerfeld und die Physikalisch-Technische Bundesanstalt (PTB) nach Watenbüttel und Völkenrode untersucht werden.
- Es sollte eine Verlängerung der bestehenden Straßenbahnstrecke von Volkmarode nach Dibbesdorf und Hondelage untersucht werden.
- Zudem sollte von der Strecke nach Volkmarode eine Abzweigung nach Gliesmarode Nord und Querum untersucht werden.
- Eine Verlängerung der bestehende Strecke von der Weststadt nach Timmerlah und eventuell weiter Richtung Salzgitter oder Vechelde
- Eine Abzweigung von der bestehende Strecke nach Gartenstadt, Rüningen und Leiferde mit eventueller Verlängerung nach Salzgitter oder Wolfenbüttel
- Eine weitere Verlängerung der mittlerweile gebauten Strecke von Stöckheim nach Wolfenbüttel sollte eventuell ebenfalls untersucht werden.
- Eine zusätzliche Verlängerung der bestehenden Strecke Braunschweiger Hauptbahnhof – Heidberg nach Südstadt und Rautheim
- Eine Verlängerung von der heutigen Haltestelle Helmstedter Straße (damals Krematorium) durch die Lindenbergsiedlung und die Südstadt nach Mascherode

### Die Ausstellungslinie A bzw. 10
Zwischen dem 4. und 13. Mai 1991 verkehrte zur Messe Harz + Heide erstmals die Ausstellungslinie A vom Radeklint zum Endpunkt „Richmond“, von dem aus der Haupteingang des Messegeländes fußläufig erreichbar war. Die Linie verkehrte bis 2007 jährlich für rund zehn Tage während der Zeit der Messe und wurde ab 2001 als Linie 10 bezeichnet. Mit dem Ende der Messe Harz + Heide endete auch der Betrieb der Ausstellungslinie. Ein Teil der wenige hundert Meter langen Strecke von der Ausfädelung aus der Wolfenbütteler Straße bis zur Wendeschleife „Richmond“ war der letzte eingleisige Streckenabschnitt in Braunschweig. Der komplette Streckenast von der Ausfädelung in Höhe der Haltestelle Jahnplatz bis zur Wendeschleife wurde mittlerweile abgebaut.

### Das Twin-Line-Konzept und Erweiterung der Stadtbahn ab 1996
Am 1. Januar 1996 wurden die sogenannten „Twin-Lines“ eingeführt. Dies bedeutete, dass zu den Hauptverkehrszeiten nahezu jeder Streckenast von mindestens zwei Linien befahren wurde, deren 20-minütige Grundtakte sich zu einem 10-Minuten-Takt überlagerten. Das Konzept bot daher einerseits mehr umsteigefreie Verbindungen im Stadtbahnnetz, hatte andererseits jedoch den Nachteil, dass die Anschlüsse an 30-minütig verkehrende Zubringerbusse an unterschiedliche Linien erfolgte und somit schlechter als zuvor zu merken waren. Abseits der Hauptverkehrszeiten verkehrte in der Regel nur jeweils eine Linie pro Streckenast. Mit der Fahrplanumstellung am 12. Oktober 2008 wurden die Twin-Lines größtenteils eingestellt. Die Linien 6 und 9 blieben für Verstärkungsfahrten im Schüler- und Berufsverkehr noch bis zum Juli 2009 in Betrieb.
| Linie | Endpunkte                                         | Verlauf | Bemerkungen |
| ----- | ------------------------------------------------- | --- | --- |
| 1     | (Stöckheim) – Hauptbahnhof – Radeklint            | (Stöckheim – Melverode – Bürgerpark) – Hauptbahnhof – J.‑F.‑Kennedy‑Platz – Rathaus – Radeklint                                                              | Verlängerung nach Stöckheim ab 15. Oktober 2006. |
| 2     | (Krematorium) – (Hauptbahnhof) – Siegfriedviertel | (Helmstedter Straße – Leonhardplatz) – (Hauptbahnhof – J.‑F.‑Kennedy‑Platz) – (Leonhardplatz – Magnitorwall) – Rathaus – Hamburger Straße – Siegfriedviertel | Verkehr über J.‑F.‑Kennedy‑Platz Abschnitt bis 10. Dezember 2005. Verkehr bis Krematorium bis 5. August 2001 über Hauptbahnhof, anschließend Endpunkt Hauptbahnhof bis 10. Dezember 2005, anschließend über Magnitorwall ohne Halt am Hauptbahnhof wieder zum Krematorium. |
| 3     | Weststadt Weserstraße – Volkmarode                | Weserstraße – Donaustraße – Europaplatz – (J.‑F.‑Kennedy‑Platz) – (Friedrich-Wilhelm-Straße) – Rathaus – Volkmarode                                          | Verkehr über J.‑F.‑Kennedy‑Platz bis 18. Juli 1998, anschließend über Friedrich-Wilhelm-Straße. |
| 4     | Heidberg – (Hauptbahnhof) – Rühme – (Wenden)      | Heidberg – (Leisewitzstraße) – (Hauptbahnhof) – J.‑F.‑Kennedy‑Platz – Rathaus – Hamburger Straße – Rühme – (Wenden)                                          | Verlängerung nach Wenden ab 29. August 1999. Verkehr über Leisewitzstraße bis 24. Oktober 2004, anschließend über Hauptbahnhof. |
| 5     | Broitzem – Hauptbahnhof                           | Broitzem – Donaustraße – Europaplatz – (J.‑F.‑Kennedy‑Platz) – (Friedrich-Wilhelm-Straße) – Schloss – Magnitorwall – Hauptbahnhof                            | Verkehr über J.‑F.‑Kennedy‑Platz bis 18. Juli 1998, anschließend über Friedrich-Wilhelm-Straße. |
| 6     | Broitzem – (Radeklint) – (Siegfriedviertel)       | Broitzem – Donaustraße – Europaplatz – J.‑F.‑Kennedy‑Platz – Rathaus – (Radeklint) – (Hamburger Straße – Siegfriedviertel)                                   | Verkehr bis Siegfriedviertel zwischen 6. August 2001 und 10. Dezember 2005, sonst bis Radeklint. |
| 7     | Weststadt Weserstraße – Rühme – (Wenden)          | Weserstraße – Donaustraße – Europaplatz – (J.‑F.‑Kennedy‑Platz) – (Friedrich-Wilhelm-Straße) – Rathaus – Hamburger Straße – Rühme – (Wenden)                 | Verkehr über J.‑F.‑Kennedy‑Platz bis 18. Juli 1998, anschließend über Friedrich-Wilhelm-Straße. Verlängerung nach Wenden ab 5. August 2001. |
| 8     | Heidberg – Volkmarode                             | Heidberg – Leisewitzstraße – J.‑F.‑Kennedy‑Platz – Rathaus – Volkmarode                                                                                      | |
| 9     | Krematorium – Radeklint                           | Helmstedter Straße – Leonhardplatz – Magnitorwall – Georg-Eckert-Straße – Rathaus – Radeklint                                                                | Betrieb zwischen 6. August 2001 und 10. Dezember 2005. |

Der Netzplan im Jahr 2009

Während des Bestehens der Twin-Lines erfolgten außerdem einige Erweiterungen des Stadtbahnnetzes: 1998 wurde in der Innenstadt die 1960 stillgelegte Strecke durch die Friedrich-Wilhelm-Straße (die jetzt zu einer Fußgängerzone umgewandelt wurde) und den Waisenhausdamm wieder eröffnet. 1999 wurde die nördliche Straßenbahnstrecke von Rühme nach Wenden verlängert. 2004 wurde der Abschnitt Hauptbahnhof – Bürgerpark eröffnet und 2006 folgte die Strecke Sachsendamm – Stöckheim. 2009 wurde der neue Betriebshof am Hauptgüterbahnhof in Betrieb genommen und die beiden bisherigen Betriebshöfe Altewiek und Hamburger Straße stillgelegt.

## Aktuelles Liniennetz

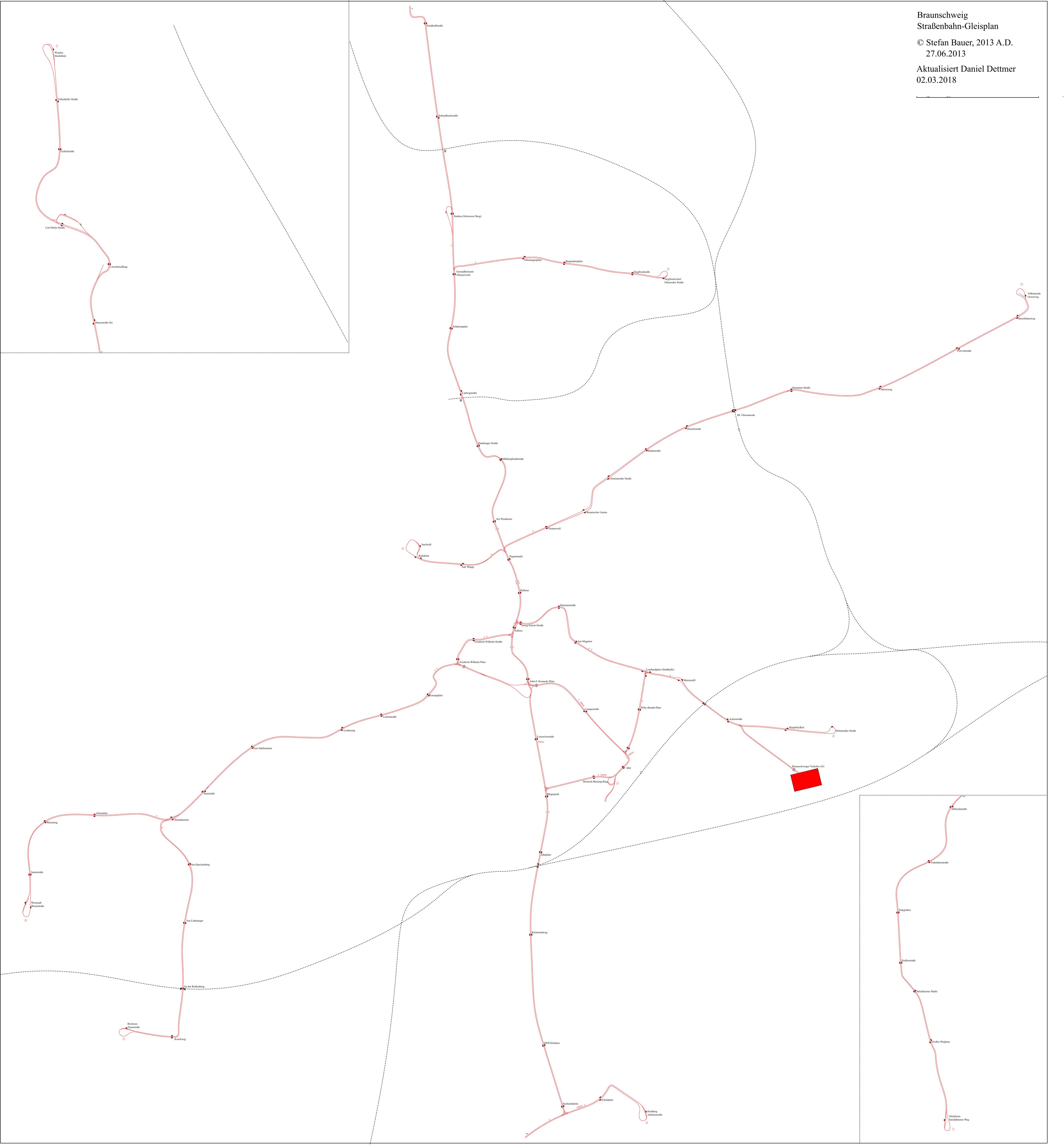
Gleisplan 2018

Das Netz mit fünf Linien besteht seit dem 12. Juli 2009, wobei bis September 2012 die Linien 2 und 4 und bis Januar 2016 die Linien 1, 3 und 5 als Metrolinien bezeichnet wurden.
Zum 3. Oktober 2019 wurde das Taktschema auf einen 15-Minuten-Grundtakt im Tagesverkehr vereinheitlicht, wobei die Linie 3 an Schultagen auf gesamter Strecke auf einen 5/10-Minuten-Takt verdichtet wird. Zudem kam die Linie 10 neu hinzu, welche nur montags bis freitags tagsüber verkehrt und zwischen Hauptbahnhof und Rühme das Angebot der Linie 1 verdichtet. Frühmorgens, abends und sonntags verkehren alle Linien im 30-Minuten-Takt. Spätabends und sonntags morgens bis etwa 10:00 Uhr verkehren nur die Linien 1, 3 und 5 im 30-Minuten-Takt, Sonntagmorgen bis etwa 8 Uhr im Stundentakt. Am Wochenende gibt es einen durchgehenden Nachtverkehr der Linien 1 und 3 mit Anschlüssen am Rathaus um 0:00 Uhr, 1:10 Uhr, 2:20 Uhr und 3:30. Außerhalb der Betriebszeiten der Linien 2 und 4 werden die Strecken durch Buslinien bedient. Das Siegfriedviertel wird in dieser Zeit durch die Linie 416 erschlossen, der Heidberg durch eine Stichfahrt der Linie 1. Die Linie 4 wird im Osten durch die Linie 412 ersetzt, der Radeklint ist durch zahlreiche Buslinien erreichbar, unter anderem die Linien 411, 416, 450 und 560, welche auch tagsüber hier verkehren.
Zum Fahrplanwechsel im Oktober 2020 wurde die Bedienung der Strecke zum Radeklint in der Spätverkehrszeit eingestellt. Die Linie 4 ging stattdessen am Rathaus in die Linie 3 über, welche so vom Rathaus bis Volkmarode alle 15 Minuten verkehrt. Seit März 2024 verkehrt in dieser Zeit statt der Linie 4 die Buslinie 412 zwischen Rathaus und Helmstedter Straße und weiter Richtung Rautheim und die Linie 3 verkehrt sonntags erst ab ca. 13 Uhr im 15-Minuten-Takt, nun jedoch auf der gesamten Strecke. Der Radeklint wird somit nur noch Montag bis Samstag während des 15-Minuten-Taktes der 4 angefahren. Zusätzlich dient die Strecke als Wendeschleife bei Störungen auf den Linien 1, 10, 2 und 3.
Morgens gibt es an Schultagen zwei Fahrten der Linie 5, die als „E-Wagen“ bezeichnet werden. Außerdem verkehren bei Heimspielen von Eintracht Braunschweig zahlreiche zusätzliche Bahnen zwischen Hauptbahnhof und Stadion. Darüber hinaus sind Depotfahrten bei ein- und ausrückenden Bahnen für Fahrgäste freigegeben. Solche Züge werden entweder mit „Tramdepot“ (einrückende Bahnen) oder mit der entsprechenden Linie (ausrückende Bahnen) gekennzeichnet. Diese Züge sind nicht im Fahrplanaushang, teilweise aber in der elektronischen Verbindungsauskunft angegeben.
Knotenpunkte befinden sich am Rathaus und am Hauptbahnhof. Die Haltestelle Rathaus dient im Abendverkehr und am Wochenende als Hauptverknüpfungspunkt der Straßenbahn- und Buslinien, zu diesen Zeiten warten die Linien am Rathaus im Rendezvous-System die Anschlüsse ab. Der Hauptbahnhof wird von den Linien 1, 2, 5 und 10 bedient, am Rathaus und Hagenmarkt halten alle Straßenbahnen mit Ausnahme der Linie 5. Der Knoten Schloss/Georg-Eckert-Straße wird von allen Linien angefahren.
| Linie | Endpunkte                          | Verlauf | Haltestellen (NVZ) | Fahrzeit (NVZ)  | Bemerkungen |
| ----- | ---------------------------------- | --- | ------------------ | --------------- | --- |
| 1     | Stöckheim – Wenden                 | Stöckheim – Melverode – (Heidberg) – Hauptbahnhof – J.‑F.‑Kennedy‑Platz – Rathaus – Hamburger Straße – Stadion – Rühme – Wenden          | 34 (37)            | 47 min (52 min) | Die Linie 1 fährt nur an den Tagesrandzeiten (wenn die Linie 2 nicht verkehrt) über Heidberg.                                                                                  |
| 10    | Hauptbahnhof – Rühme               | Hauptbahnhof – J.‑F.‑Kennedy‑Platz – Rathaus – Hamburger Straße – Stadion – Rühme                                                        | 18                 | 25 min          | Die Linie 10 fährt nur an Schultagen im Tagesverkehr |
| 2     | Heidberg – Siegfriedviertel        | Heidberg – Hauptbahnhof – J.‑F.‑Kennedy‑Platz – Schloss – Rathaus – Hamburger Straße – Siegfriedviertel                                  | 24                 | 32 min          | Seit März 2024 wird die „Abkürzung“ über Leisewitzstraße nur noch von einzelnen Fahrten, bezeichnet als 2E, an Schultagen bedient.                                             |
| 3     | Weststadt Weserstraße – Volkmarode | Weststadt Weserstraße – Donaustraße – Cyriaksring – Europaplatz – Friedrich-Wilhelm-Straße – Schloss – Rathaus – Hagenmarkt – Volkmarode | 26                 | 35 min          | Die Linie 3 wird an Schultagen auf gesamter Strecke auf einen 7-8-Minuten-Takt verdichtet.                                                                                     |
| 4     | Helmstedter Straße – Radeklint     | Helmstedter Straße – Am Magnitor – Rathaus – Radeklint                                                                                   | 13                 | 16 min          | Die Linie 4 verkehrt nur montags bis samstags im Tagesverkehr bis ca. 20:30 Uhr, in der übrigen Zeit verkehrt die Linie 412 als Ersatz zwischen Rathaus und Helmstedter Straße |
| 5     | Broitzem – Hauptbahnhof            | Broitzem – Weststadt Donaustraße – Cyriaksring – Europaplatz – Friedrich-Wilhelm-Straße – Schloss – Am Magnitor – Hauptbahnhof           | 20                 | 26 min          | Ab Mitternacht entfällt die Linie und es ist auf die Linie 3 zwischen Schloss und Donauknoten auszuweichen.                                                                    |

## Ausbauplanungen

### Stadt.Bahn.Plus.
Der Rat der Stadt Braunschweig beschloss im August 2013, im Zuge der Aktualisierung des Verkehrsentwicklungsplanes vorrangig das Stadtbahnnetz auf sinnvolle Erweiterungen und Ergänzungen zu untersuchen. Die Stadt möchte die Bürger in diesen Prozess verstärkt einbinden.
Als erster Schritt im Rahmen dieser Beteiligung bestand die Möglichkeit, Vorschläge, Anregungen und Ideen zum Ausbau und zur Entwicklung des Braunschweiger Stadtbahnnetzes einzubringen. Die Stadtverwaltung hatte zur Unterstützung zwei Planungsbüros engagiert, die die nötigen Untersuchungen der zu erwartenden Nachfrage und der baulichen Umsetzbarkeit durchführten. Insgesamt ergaben sich daraus neun mögliche Korridore, die im Dezember 2013 im Rahmen einer öffentlichen Veranstaltung präsentiert und zur Diskussion gestellt wurden.

Das Zielnetz 2030 des Programms Stadt.Bahn.Plus; Die Streckenführung im Bereich TU-Campus Ost ist veraltet

Die neun vorgeschlagenen Korridore wurden ab April 2014 durch Vertreter zweier Ingenieurbüros, der Braunschweiger Verkehrs-GmbH und der Stadt Braunschweig detaillierter untersucht. Im Rahmen dieser Untersuchung wurden von den neun potentiellen Strecken sechs ausgewählt, die einer Wirtschaftlichkeitsprüfung unterzogen werden sollten. Die Ergebnisse der Prüfung wurden im Januar 2017 präsentiert und das daraus abgeleitete Stadtbahnausbaukonzept im Frühjahr 2017 beschlossen. Die Realisierung wird unter dem Titel „Stadt.Bahn.Plus.“ verfolgt.
Die ausgewählten Korridore werden als vier Teilprojekten im Rahmen des Stadtbahnausbaukonzepts realisiert werden. Im Rahmen von Bürgerworkshops werden jeweils die bestmöglichen Trassenverläufe gesucht.

#### Verlängerung Volkmarode
Als erstes Teilprojekt wird eine Streckenverlängerung nach Volkmarode Nord von der Haltestelle „Moorhüttenweg“ bis zur Straße Ziegelwiese realisiert. Dazu wird hinter der Haltestelle Querumer Straße eine Zwischenwendeschleife gebaut, um den 7/8-Minuten-Takt der Linie 3 zu behalten, ohne eine weitere Straßenbahn anzuschaffen. Nach der Fertigstellung wird jede zweite Bahn an der Wendeschleife drehen, während die restlichen Bahnen die Strecke bis zur Endstation im 15-Minuten-Takt bedienen.
Nachdem im Jahr 2018 aus der Voruntersuchung der ungefähre Streckenverlauf hervorgegangen war, wurde mithilfe mehrerer Bürgerveranstaltungen, der genaue Verlauf festgelegt. Im Frühjahr 2025 begann das Planfeststellungsverfahren und mit einem Baustart ist 2026 zu rechnen.
Die Strecke nach Volkmarode Nord beträgt circa 1,2 km mit zwei neuen Haltestellen und der Verlegung der Haltestelle „Moorhüttenweg“. Die Strecke ist überwiegend als Rasengleis konzipiert, aus Gründen des Lärmschutzes. Besonderheit der Strecke werden die Mittelbahnsteige der beiden Haltestellen „Moorhüttenweg“ und „Unterdorf“ sein, da der Platz für den besonderen Bahnkörper neben der Berliner Straße nicht ausreicht. Dafür werden zwei Gleiskreuzungen errichtet.

#### Strecke nach Lindenberg und Rautheim
Das zweite Teilprojekt wird die Strecke der Linie 4 von der heutigen Endhaltestelle „Helmstedter Straße“ bis in den Stadtteil Rautheim über Lindeberg führen. Die 3,4 km lange Streckenverlängerung erhält insgesamt sechs neue Haltestellen, wobei die alte Wendeschleife am Hauptfriedhof abgebaut wird. Nach der Fertigstellung wird die Strecke von der aktuellen Linie 4 weiter bedient.
Auch bei diesem Teilprojekt begann die Planung 2018 und dauert noch an. Im Sommer 2025 wurde bei einer Bürgerveranstaltung ein Zeithorizont mit einem Baustart 2028 angegeben. Die Strecke wird demnach weiter am Hauptfriedhof auf einem Rasengleis bis zum Franz-Frese-Weg geführt. Anschließend überquert sie mit jeweils einer Brücke die Bahnanlage, die zum Braunschweiger Hauptgüterbahnhof gehört, und die A39. Zwischen den zwei Brücken wird die neue Haltestelle „Mastbruchsiedlung“ gebaut. Danach führt die Strecke weiter an dem Neubaugebiet Heinrich der Löwe Kaserne, durchquert einen geplanten Kreisverkehr auf die Braunschweiger Straße Richtung Westen. Auf Höhe der Greta-Overberg-Straße biegt die Strecke nach Süden und führt entlang eines kommenden Neubaugebiets, bis sie schließlich nach Westen abzweigt und an der Straße „Zur Wabe“ in einer Wendeschleife endet.

#### Strecke nach Heidberg über die Salzdahlumer Straße
Das dritte Teilprojekt umfasst einen Streckenneubau von circa 3,4 km vom Hauptbahnhof über Salzdahlumer Straße und Hallestraße zur bestehenden Endstelle Heidberg. Dabei wird eine die Infrastruktur einer existierenden Abstellung am Hauptbahnhof in Richtung Süden genutzt. Zukünftig wird die Strecke von der Linie 2 bedient werden, die weiterhin ihre Endhaltestelle in Heidberg ansteuert. Heutzutage benutzt sie dafür die Strecke auf der Wolfenbütteler Straße, die in die A36 mündet. In dem Zuge soll die bestehende Linie 10 auch in Heidberg enden, anstatt wie aktuell am Hauptbahnhof.
Die Trassenführung wurde 2023 im Rahmen einer Machbarkeitsstudie bestätigt. Zukünftig wird die Strecke sieben Haltestellen bedienen, darunter auch das größte Krankenhaus der Region, das SKBS. Wann das Planfeststellungsverfahren beginnt oder die Bauarbeiten starten, ist aktuell nicht abzusehen.

#### Campusbahn/Querum
Der zweite Teil des dritten Teilprojektes umfasst einen Strecke, die den Campus Nord und Querum erschließen wird. Ursprücnlich war geplant, das Anschlussgleis des Heizkraftwerks Mitte zu nutzen und mit einer Brücke das Gebiet der Bäche Mittelriede/Wabe und die Eisenbahnstrecke Bahnstrecke Braunschweig–Wieren zu kreuzen. Dagegen protestierten die Anwohner und der Stadtrat beschloss am 30. Juni 2021 einstimmig bei einer Enthaltung, dass diese Variante erst wieder in Betracht kommt, wenn sich eine alternative Streckenführung über die Querumer Straße „unter keinen Umständen als förderfähig erweisen“ sollte.
Danach wurden zwei Strecken konzeptioniert. Die Campusbahn soll nun von der Strecke auf der Hamburger Straße abzweigen, dem Anschlussgleis folgen und die Neubaugebiete und den Nordpark sowie den ehemaligen Nordbahnhof erschließen. Anschließend folgt sie dem Bienroder Weg, bis sie auf der Siegfriedstraße auf die bestehenden Strecke der Linie 2 trifft. Die Erschließung Querums soll über die Strecke der Linie 3 erfolgen, die wahrscheinlich auf Höhe des Messewegs auf die Friedrich-Voigtländer-Straße einbiegt. Danach ist der Verlauf noch nicht geklärt.
Allerdings gab es bei diesen Planungen auch Probleme, da der Betreiber BS Energy, der das Anschlussgleis zum Heizkraftwerks besitzt, 2023 erklärte,  nun nicht mehr darauf verzichten zu wollen. Eine angepasste Planung steht noch aus.

#### Westliche Innenstadtstrecke und Lehndorf/Kanzlerfeld
Als letztes Teilprojekt werden eine westliche Innenstadtstrecke und eine Verlängerung vom Radeklint über Lehndorf bis nach Kanzlerfeld geplant. Die Innenstadtstrecke soll hauptsächlich die Stammstrecke am Rathaus entlasten, über die heute vier Linien fahren. Der Verlauf wird entweder über die Güldenstraße (0,95 km) oder die Gördelingerstraße und Brabantstraße (0,8 km) führen. Ab dem Radeklint soll die andere Strecke über die Celler Straße bis zum Rudolfplatz führen, mit einer noch unbekannten Verbindung zwischen. Mögliche Verläufe wären über den Ring oder der heutigen Linie 411 folgend. Wahrscheinlich wird nach der Unterführung der A391 eine Wendeschleife gebaut, danach führt die Strecke entlang der Saarstraße/Bundesallee bis zur Kreuzung der K80. Diese Strecke wird um die 5,1 km lang sein.
Beide Strecken wurden bislang nur konzeptioniert und mit einem Planungsbeginn ist nicht vor 2028 zu rechnen.

### RegioStadtBahn (verworfen)

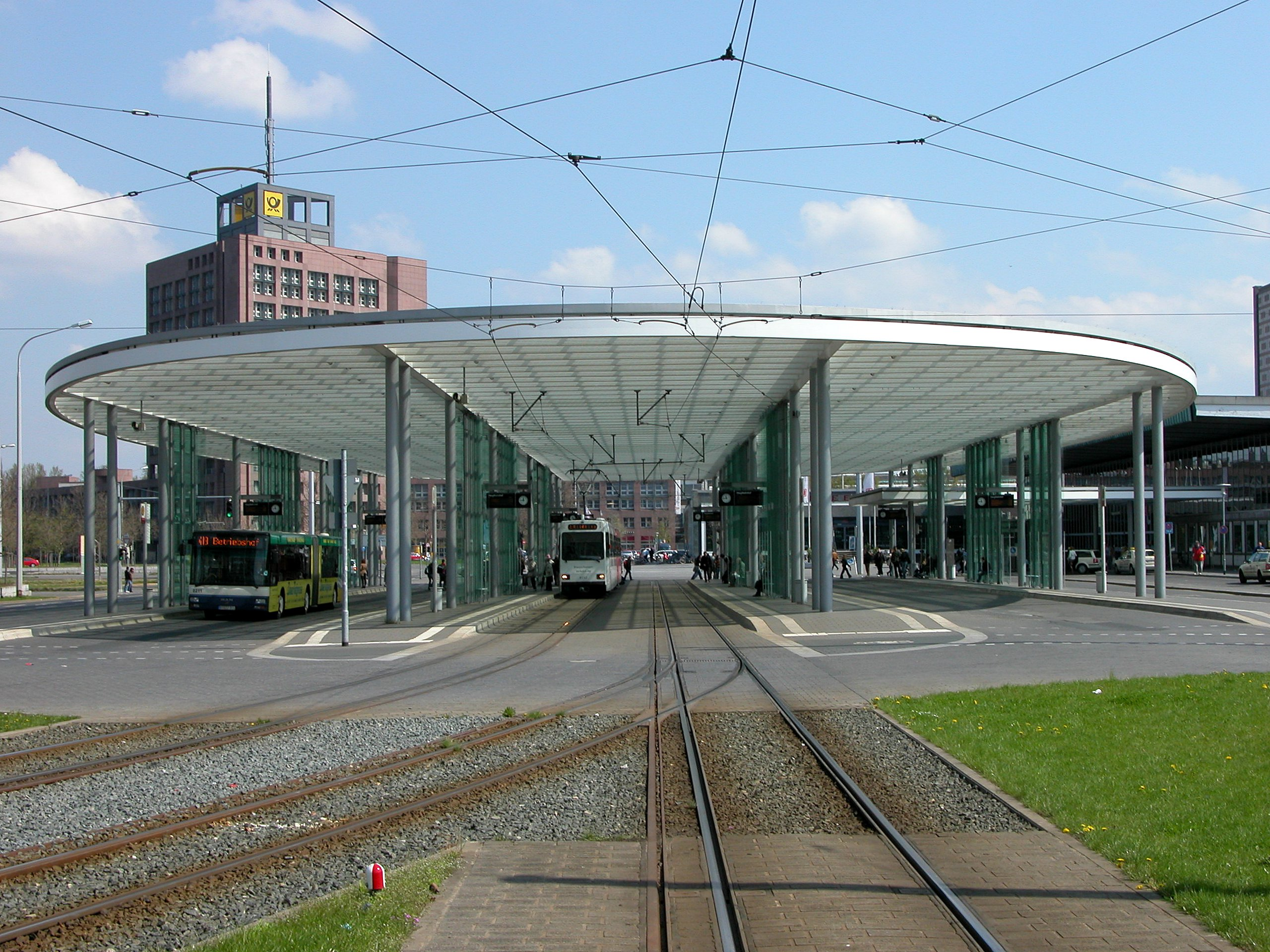
Kombinierter Bus- und Straßenbahn-Bahnhof vor dem Hauptbahnhof, vorn: Dreischienengleis-Strecke für die ehemals geplante RegioStadtBahn (Mai 2006)

Mit einer geplanten RegioStadtBahn sollte das Braunschweiger Umland nach dem Karlsruher Modell an die Innenstadt angeschlossen werden. In der Stadt sollten Gleise der Braunschweiger Straßenbahn genutzt, im Umland sollten Strecken der Deutschen Bahn befahren werden. Geplant waren Endpunkte in Salzgitter, Goslar, Bad Harzburg, Schöppenstedt, Gifhorn und Uelzen.
Weil die Braunschweiger Straßenbahn eine Spurweite von 1100 Millimetern hat, wurde die Innenstadtstrecke der RegioStadtBahn als Bauvorleistung mit einem Dreischienengleis ausgerüstet. Die erste Ausbaustufe der RegioStadtBahn sollte 2014 in Betrieb genommen werden. Da die Eisenbahnstrecken des Umlandes nicht elektrifiziert sind, sollten wegen der gemischt befahrenen Durchfahrtsstrecke Hybrid-Fahrzeuge angeschafft werden, die ihren Fahrstrom sowohl über einen eigenen Dieselgenerator als auch aus der Oberleitung (15 kV DB bzw. 600 V Straßenbahn) beziehen. Aufgrund der hohen Kosten für die Mehrsystemfahrzeuge wurde das Projekt 2010 vom neuen Verbandsdirektor des Regionalverbandes Großraum Braunschweig Hennig Brandes beendet. Stattdessen sollen bis 2014 die Umsteigebeziehungen zwischen Eisenbahn und Straßenbahn verbessert werden. Damit sind die bis 2010 getätigten Investitionen in Dreischienengleise bei der Braunschweiger Straßenbahn verloren. Ein Teil der Dreischienengleise ist aber weiterhin vorhanden, während die übrigen im Rahmen von Baumaßnahmen wieder demontiert wurden.

## Fahrzeuge

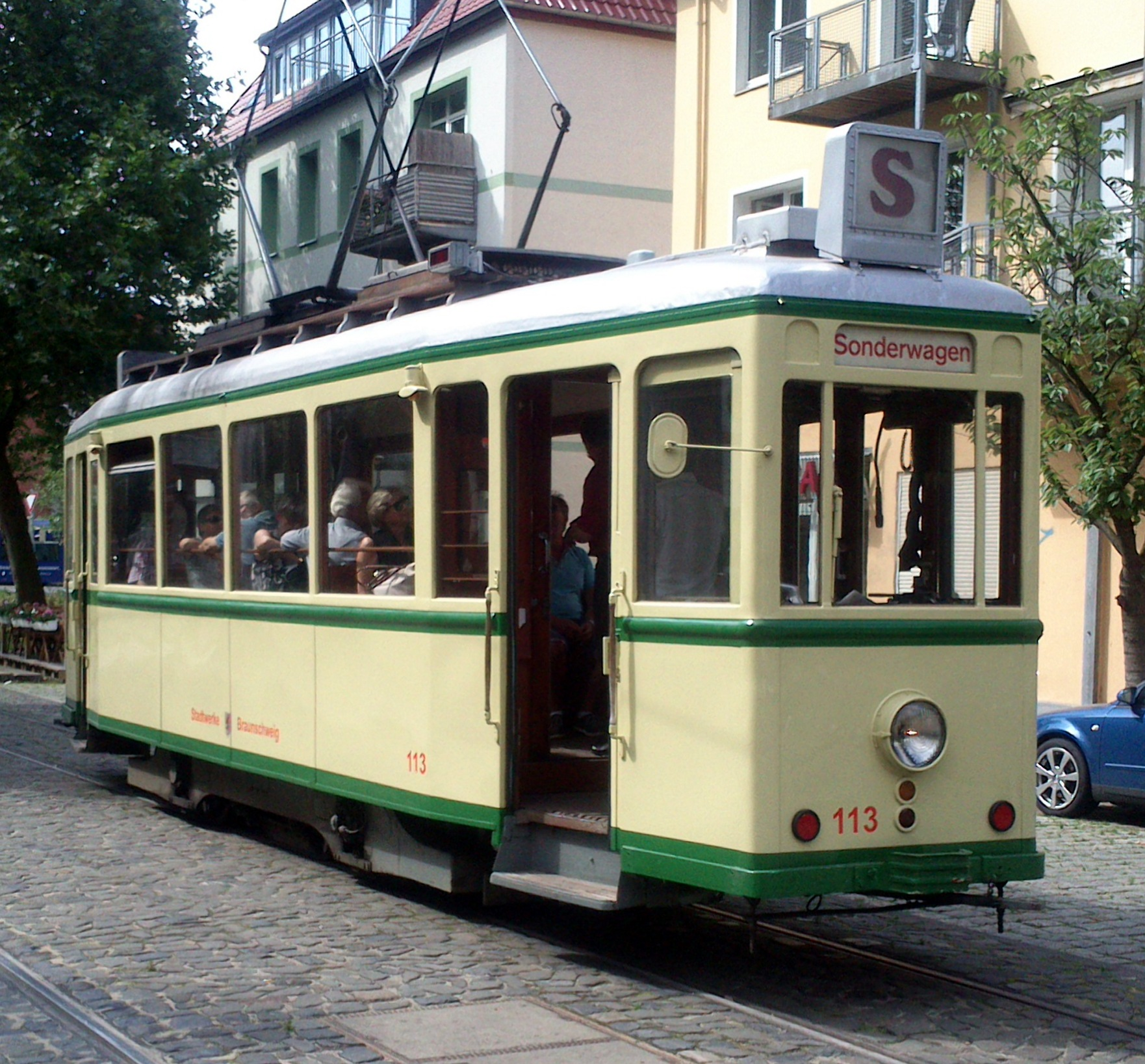
Triebwagen 113 der Waggonfabrik Gebrüder Credé von 1940, in originaler beige-grüner Lackierung

Wie in anderen Städten Westdeutschlands begann die Braunschweiger Straßenbahn ihre Fahrzeugflotte nach dem Zweiten Weltkrieg zu modernisieren. Dem auf Fahrgestellen kriegszerstörter Zweiachs-Wagen hergestellten Aufbauwagen folgte der Verbandswagen, der als Neubau auf neuen Fahrgestellen verwirklicht wurde. Beide Fahrzeugtypen stellten eine Weiterentwicklung des Kriegsstraßenbahnwagens dar. Ab 1957 folgten diverse Großraum- und Gelenkwagen, die alle Einrichtungswagen waren. Seit Mitte der 1970er Jahre geben dabei die ersten zwei Ziffern der Wagennummer das Beschaffungs- beziehungsweise Umbaujahr an, ältere Wagen wurden damals entsprechend umnummeriert. Die 2023 planmäßig eingesetzten Fahrzeuggenerationen sind grau hinterlegt:
| Bild           | Nummern                                       | Stück            | Hersteller          | Art                | Typ                | Achsen | niederflurig | Baujahre  | Bemerkungen |
| -------------- | --------------------------------------------- | ---------------- | ------------------- | ------------------ | ------------------ | ------ | ------------ | --------- | --- |
|                | 1–12, später 6251–6262                        | 12               | LHB                 | Großraumtriebwagen |                    | 4      | nein         | 1957      | passend zu Beiwagen 201–210, 1961–1962 bei Credé und DWM zu sechsachsigen Gelenkwagen umgebaut, ausgemustert zwischen 1979 und 1984 |
|                | 201–210, später 5771–5780                     | 10               | DWM                 | Großraumbeiwagen   |                    | 4      | nein         | 1957      | passend zu Triebwagen 1–12, ausgemustert zwischen 1976 und 1984, 201 (5771) als Museumswagen erhalten |
|                | 31–35, später 6263–6267                       | 05               | Duewag              | Gelenktriebwagen   | GT6                | 6      | nein         | 1962      | Wagen 35 (6267) als Museumswagen erhalten |
|                | 13–18, später 6951–6956                       | 06               | LHB                 | Gelenktriebwagen   |                    | 6      | nein         | 1969      | Karosserieteile aus glasfaserverstärktem Kunststoff, von der Straßenbahn Bukarest ab 1971 in vereinfachter Form als Typ V3A hundertfach nachgebaut, Wagen 15 (6953) erhalten, jedoch nicht fahrfähig |
|                | 36–43, später 7351–7358, 7551–7556, 7751–7762 | 26               | Duewag              | Gelenktriebwagen   | Typ Mannheim       | 6      | nein         | 1973–1977 | 7762 im Jahr 2000 nach schwerem Unfall zum Achtachser 0051 umgebaut (siehe unten), bis auf 7553 (Museumswagen am Schönberger Strand), 7751, 7752, 7755, 7756, 7758, 7761 mittlerweile alle ausgemustert, Wagen 41 (7356) seit 2008 Museumswagen |
|                | 211–216, später 7471–7476                     | 06               | Duewag              | Großraumbeiwagen   | Typ Mannheim       | 4      | nein         | 1974      | Für den Einsatz hinter den NGT8D-Triebwagen wurden vier der sechs Beiwagen wie folgt umgebaut: 7476 Ende 2007, 7475 Ende 2008, 7472 Mitte 2009 und Wagen 7471 Anfang 2010. Dabei wurde ihnen die letzte der drei Türen entfernt, weil diese Züge sonst zu lang für manche Bahnsteige gewesen wären. Das erste solche Gespann verkehrte ab dem 13. Oktober 2008 regelmäßig im Linienbetrieb. |
|                | 7771–7776                                     | 06               | LHB                 | Großraumbeiwagen   | Typ Mannheim       | 4      | nein         | 1977      | Duewag-Lizenzbau |
|                | 8151–8165                                     | 15               | LHB                 | Gelenktriebwagen   | GT6                | 6      | nein         | 1981      | Stadtbahnwagen Typ Braunschweig, passend zu Beiwagen 8171–8182 und 8471–8472, 8163 nach Unfall verschrottet |
|                | 8171–8182, 8471–8472                          | 14               | LHB                 | Großraumbeiwagen   | B4                 | 4      | nein         | 1981–1984 | Stadtbahnwagen Typ Braunschweig, passend zu Triebwagen 8151–8165 |
|                | 9551–9562                                     | 12               | Adtranz             | Gelenktriebwagen   | GT6S               | 6      | ja           | 1995      | erste Niederflurwagen |
|                | 0051                                          | 01               | Duewag              | Gelenktriebwagen   |                    | 8      | partiell     | 2000      | Durch Einfügen eines Niederflur-Mittelteils in den Wagen 7762 entstanden, neue Antriebssteuerung, Fahrgastraum im Design der GT6S (Baujahr 1995), geplante Umrüstung weiterer Wagen aus Kostengründen nicht realisiert, auf den Namen Norrköping getauft, Spitzname Hängebauchschwein (mittlerweile ausgemustert). Das Mittelteil wurde in den Cottbuser Triebwagen 129 eingefügt. Dieser Exot war notwendig geworden, da die Brückenauffahrt von der Haltestelle HEH-Kliniken zum Sachsendamm zu steil für Niederflurfahrzeuge war. Einzig die Duewag-Wagen und die GT6 8151ff. waren aufgrund ihrer größeren Bodenfreiheit in der Lage, diese Rampe ohne Aufsetzen zu bewältigen. Mit dem Streckenausbau nach Stöckheim wurde die Rampe abgeflacht und für Niederflurfahrzeuge passierbar. |
|                | 0751–0762                                     | 12               | Alstom / Bombardier | Gelenktriebwagen   | NGT8D              | 8      | ja           | 2007      | Gleichartige Wagen verkehren in Darmstadt, Gera und Magdeburg. Sechs Wagen (0754–0759) sind mit einer Kupplung für den Beiwagenbetrieb ausgestattet. |
|                | 1451–1468                                     | 18               | Solaris             | Gelenktriebwagen   | Solaris Tramino    | 8      | ja           | 2014      | Linieneinsatz seit 13. April 2015 |
|                | 1951–1957                                     | 7                | Stadler Pankow      | Gelenktriebwagen   | Solaris Tramino II | 8      | ja           | 2019      | Aufgrund der Übernahme der Straßenbahnsparte von Solaris durch Stadler Rail im vierten Quartal 2018 wurden diese Fahrzeuge nicht mehr bei Solaris in Polen, sondern bei Stadler in Berlin-Pankow gebaut. Sie sind aber abgesehen von kleineren Verbesserungen baugleich mit dem „Solaris Tramino“ der ersten Bauserie. Auch der alte Modellname wurde übernommen. Der erste Wagen wurde am 22. August 2019 geliefert und ist seit dem 6. Mai 2020 im Linienbetrieb. Am 12. Oktober 2020 kam mit Wagen 1957 der letzte bestellte Tramino II in Braunschweig an. |
| ausgeschrieben |                                               | 12 + 10 optional |                     | Gelenktriebwagen   |                    |        | ja           |           | Anforderungen: bis zu 36 Meter Länge, 2,3 bis 2,65 Meter Breite, mindestens 65 % Niederfluranteil, Drehgestellwagen, mindestens 10 Türspuren, 40 Jahre Nutzungsdauer, Auslieferung und Inbetriebnahme bis Ende 2029. |

Ferner befinden sich noch die Triebwagen 103 und 113 sowie der Beiwagen 250 im Museumsbestand. Für Triebwagen 82 ist ebenfalls eine Restaurierung vorgesehen.
Die ersten niederflurigen Fahrzeuggenerationen wurden mit einer Fahrzeugbreite von 2,30 Metern beschafft. In Zusammenhang mit der RegioStadtBahn und bei weiteren ohnehin anstehenden Gleisbaumaßnahmen wird jedoch nach und nach der Gleismittenabstand so aufgeweitet, dass auf den erneuerten Abschnitten Fahrzeuge mit der nach BOStrab maximal zulässigen Breite von 2,65 Metern eingesetzt werden können, welche mehr Komfort und mehr Beförderungskapazität bei gleicher Länge bieten sollen. Pläne, nach denen bereits die im April 2024 ausgeschriebenen und bis 2029 zu liefernden zwölf Fahrzeuge zum Ersatz der GT6S breiter ausgeführt werden sollten, wurden jedoch gegen Ende 2024 verworfen. Um bereits für diese genügend Einsatzmöglichkeiten zu schaffen, hätten weitere Streckenabschnitte umgebaut werden müssen, wofür die Landesnahverkehrsgesellschaft Niedersachsen die Gewährung von Fördermitteln ablehnte. Stattdessen sollen erst zum Ersatz der NGT8D ab 2035 die ersten breiten Fahrzeuge beschafft werden.